# Cupriavidus metallidurans
Cupriavidus metallidurans cepa CH34, (Renombrado de Ralstonia metallidurans y previamente conocido como Ralstonia eutropha y Alcaligenes eutrophus) es una bacteria Gram-negativa, de morfología bacilo, no formadora de esporas  que es capaz de sobrevivir y florecer en concentraciones milimolares de metales pesados (Monchy et al., 2007), y tiene un importante rol en la formación de biopelículas de oro, un metal altamente tóxico para la mayoría de los demás microorganismos.